# Saccharata kirstenboschensis
Saccharata kirstenboschensis är en svampart som beskrevs av Crous & A.R. Wood 2008. Saccharata kirstenboschensis ingår i släktet Saccharata och familjen Botryosphaeriaceae.   Inga underarter finns listade i Catalogue of Life.